# میشل کاره
میشل کاره (فرانسوی: Michel Carré‎؛ ‏ ۲۰ اکتبر ۱۸۲۱ – ۲۷ ژوئن ۱۸۷۲) نمایشنامه‌نویس، ترانه‌سرا و نویسنده لیبرتو اهل فرانسه بود.
او با نویسندگان و ترانه‌نویسان دیگری چون ژول باربییر و اوژن کورمون همکاری داشت و برای آهنگسازانی چون شارل گونو، ژرژ بیزه، آدلف آدام، جاکومو مایربر، ژاک افنباخ، کامی سن-سانس و آمبرواز توما لیبرتو نوشت.